# Carry On (企業)
株式会社Carry On（キャリオン、英: Carry On inc.）は日本のマルチチャンネルネットワーク（MCN）。

## 概要
インフルエンサーマーケティング事業を中核にサービス事業等を展開している。事業内容は主にYouTuberのマネジメント・育成・スクール、その他各種のプロモーション、イベント事業、企業コンサルティング。

## 沿革
- 2021年（令和3年）
  - 3月、設立[2]。
  - 4月14日、法人登録。
- 2022年（令和4年）
  - 3月9日、スポーツ業界のさらなる発展を目指すため、株式会社MPandCと業務提携をしたことを発表[3]。
  - 4月22日、大阪支店を開設[4]。
  - 10月3日、水産業活性化と食育をテーマに、小田原漁港の仲買事業「うお樹水産」をオープン[5]。
- 2023年（令和5年）
  - 6月30日、税務業務委託先の税理士が「チャンネルがーどまん」の税金未納問題を引き起こしたため、同チャンネルが事務所を退所[6]。その後和解。
  - 8月29日、本社を移転[7]。

## 一斉退所騒動
2023年6月30日、チャンネルがーどまんのYouTubeチャンネルを更新し、Carry Onを退所したことを報告。当時、Carry Onが紹介した「サムライ会計事務所」に会計業務を依頼していたが、税金の納付が遅れ、がーどまん周辺に国税庁の査察が入り、数千万規模の延滞税に直面する。一方、Carry Onは、税金の納付が遅れたがーどまんが保有する当該法人とは契約を結んでおらず、さらに納税資金が提供されておらず、納税を代行できる状況になかったと主張。その後、がーどまんはチャンネルを更新し、Carry On代表の高田樹氏ががーどまんが大切にしていた時計を「売っちゃえばいいやん」と発言し、またサムライ会計事務所の畑下氏が「おいくらだったら許して頂けるといいますか」や「逆に訴えていただけたら...」などと発言したことを公開。裏切られたと感じたがーどまんは退所を決めた。しかしながら、退所後初めて設けられた協議の場でCarry Onも一定の非があると認め、謝罪した。この件を機に、「ふくれな」「夜のひと笑い」「はんなりーず」も一斉に退所したが、Carry On側と退所理由を公表しないという合意書を結んだため、退所理由は定かではない。

## 所属クリエイター
- きまぐれクック
- ブライアン
- あやなん
- いくとん
- GUNMA-17
- レジスタンス
- Channel MAKIHIKA
- とっくん
- 韓国人先生デボちゃん
- 終わった人
- へんな魚おじさん
- 渥美拓馬
- 武島たけしの極み飯
- スターリーズ / staRYs*
- 미소 みそ
- 李家everyday
- えばそんEntertainment
- りんのおうちごはん
- おうち麺TV.
- カモミールチャンネル
- 八丈冒険団
- トイズチャンネル
- ミーミちゃんねる
- メッス
- 深夜の肉バル
- 銀座渡利
- にしやん会長
- ジャックポット
- ぼっち女camp
- マリンパッパ
- 2千年後のヨセフへ
- ナオトのソト飯すたいる
- サラのHOKURO
- マロン（漢）
- 漁師ワタル
- ぴと /甲村仁絵

## かつて所属していたクリエイター
- チャンネルがーどまん
- 夜のひと笑い
- ふくれな
- はんなりーず
- ジャックポット
- よさこいバンキッシュ
- 今日もGatti
- れべるあっぷ
- channel李
- ぬりぼう&さわきん
- みんなでいこな
- ちゃんねる鰐 [11]